# Paraguai nos Jogos Pan-Americanos
O Paraguai competiu nos jogos pan-americanos nas suas duas primeiras edições e retornou ao evento a partir de sua quinta edição em 1967. Sua mais recente participação aconteceu no último pan em 2007, no Rio de Janeiro. O país compete com o código de país do COI: 'PAR'.
O atletas que representaram o país conquistaram um total de cinco medalhas nos Jogos Pan-Americanos, sendo uma de prata e quatro de bronze. 
O Paraguai jamais sediou um Pan, nem participou da única edição de inverno do evento, que ocorreu em 1990.

## Participações
| Ano   | Sede             | Gold           | Silver         | Bronze         | Total          |
| ----- | ---------------- | -------------- | -------------- | -------------- | -------------- |
| 1951  | Buenos Aires     | 0              | 0              | 0              | 0              |
| 1955  | Cidade do México | 0              | 0              | 0              | 0              |
| 1959  | Chicago          | Não participou | Não participou | Não participou | Não participou |
| 1963  | São Paulo        | Não participou | Não participou | Não participou | Não participou |
| 1967  | Winnipeg         | 0              | 0              | 0              | 0              |
| 1971  | Cáli             | 0              | 0              | 0              | 0              |
| 1975  | Cidade do México | 0              | 0              | 0              | 0              |
| 1979  | São João         | 0              | 0              | 0              | 0              |
| 1983  | Caracas          | 0              | 0              | 0              | 0              |
| 1987  | Indianápolis     | 0              | 0              | 1              | 1              |
| 1991  | Havana           | 0              | 0              | 0              | 0              |
| 1995  | Mar do Prata     | 0              | 1              | 2              | 3              |
| 1999  | Winnipeg         | 0              | 0              | 0              | 0              |
| 2003  | Santo Domingo    | 0              | 0              | 0              | 0              |
| 2007  | Rio de Janeiro   | 0              | 0              | 1              | 1              |
| 2011  | Guadalajara      | 0              | 0              | 2              | 2              |
| Total | Total            | 0              | 1              | 6              | 7              |